# Via Tolosana

Die historischen Jakobswege in Frankreich

Via Tolosana (französisch voie toulousaine) ist der lateinische Name des südlichsten der vier Jakobswege in Frankreich. Im Jahr 1998 hat die UNESCO diese „Wege der Jakobspilger in Frankreich“ als Weltkulturerbe ausgezeichnet.
Der Weg berührt zwar Toulouse, hat aber seinen Ausgangspunkt in Arles und überquert die Pyrenäen am Col du Somport. Auf spanischer Seite heißt er Camino Aragonés bis nach Puente la Reina, wo er auf den Camino Navarro trifft, der nichts anderes ist als die Fortsetzung der drei übrigen französischen Jakobswege. Ab hier heißt der Weg dann Camino francés, das ist „der“ Jakobsweg.

## Geschichte
In Arles beginnt die Via Tolosana oder Via Arletanensis (Route d’Arles), die Aimeric Picaud (12. Jahrhundert) in seinem Codex Calixtinus (5. Buch: Le Guide du Pèlerin de Saint-Jacques-de-Compostelle) Via Aegidia (Route des Saint-Gilles (du Gard)) nennt. Hier sammelten sich die Pilger aus Italien und der Provence. Von Italien her kamen die Pilger entweder entlang der Riviera und der Côte d’Azur entlang der (Via Aurelia) oder dann über den Col de Montgenèvre, über Briançon und das Durance-Tal über die Via Domitia nach Arles. Manche Pilger erreichten Arles aber auch von Genf und anderen nördlichen Ausgangspunkten her durch das Rhonetal. Umgekehrt diente der Weg den Rompilgern aus Spanien und Frankreich, die im weiteren Verlauf in Italien dann die Via Francigena nutzten.
Zur Via Tolosana gab es eine südlich verlaufende Parallelstrecke, den Chemin du Piedmont oder el cami deu pé de la coste, der den Col du Somport über Saint-Lizier und Saint-Bertrand-de-Comminges erreichte. Hier gibt es weitere Orte mit ehedem von Pilgern besuchten Welterbestätten – z. B. Audressein, Jézeau, Aragnouet, Gavarnie und Ourdis-Cotdoussan.

## Verlauf
Es gibt keinen eindeutigen historischen Jakobsweg, lediglich häufiger oder seltener gewählte Strecken. Die nachstehend beschriebene Hauptstrecke entspricht dem aktuell begangenen Weg, der als GR 653 gut markiert ist und entlang dem vielfältige Unterkunfts- und Verpflegungsmöglichkeiten angeboten werden.
| Departement          | Orte in der Reihenfolge des Erreichens |
| Bouches-du-Rhône     | Arles |
| Gard                 | Saint-Gilles-du-Gard – Vauvert |
| Hérault              | Lunel – Castries – Montpellier – Aniane – Saint-Guilhem-le-Désert – Saint-Jean-de-la-Blaquière – Usclas-du-Bosc – Saint-Privat – Lodève – Joncels – Lunas – Le Bousquet-d’Orb – Saint-Gervais-sur-Mare – Bédarieux – Le Poujol-sur-Orb – Olargues |
| Tarn                 | Murat-sur-Vèbre – Fraisse-sur-Agout (Hérault) – La Salvetat-sur-Agout (Hérault) – Anglès – Brassac – Burlats – Castres – Soual – Dourgne – Sorèze                                                                                                 |
| Haute-Garonne        | Revel – Montmaur (Aude) – Saint-Félix-Lauragais – Les Cassés – Seuil de Naurouze – Montferrand (Département Aude) – Villefranche-de-Lauragais – Baziège – Escalquens – Labège – Toulouse – Léguevin                                               |
| Gers                 | L’Isle-Jourdain – Gimont – Aubiet – L’Isle-Arné – Auch – Barran – L’Isle-de-Noé – Montesquiou – Bassoues – Marciac |
| Hautes-Pyrénées      | Maubourguet |
| Pyrénées-Atlantiques | Anoye – Morlaàs – Lescar – Lacommande – Oloron-Sainte-Marie – Lurbe-Saint-Christau – Escot – Sarrance – Accous – Lescun – Col du Somport |

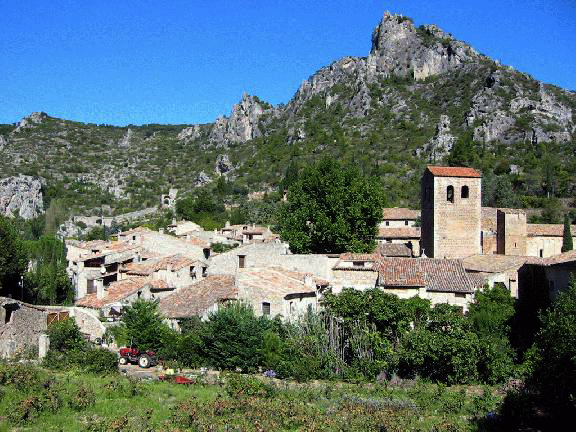
Saint-Guilhem-le-Désert
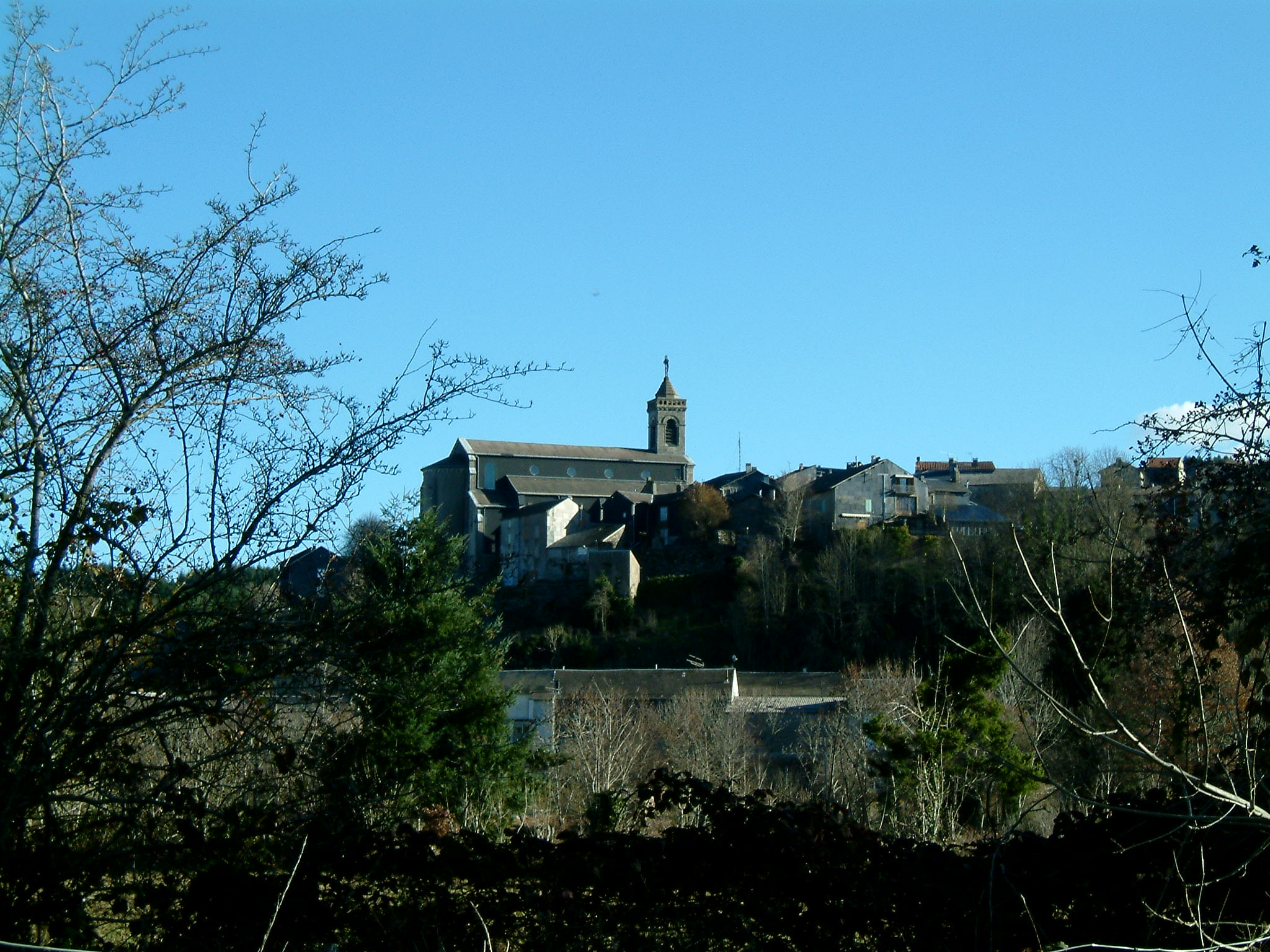
La Salvetat-sur-Agout
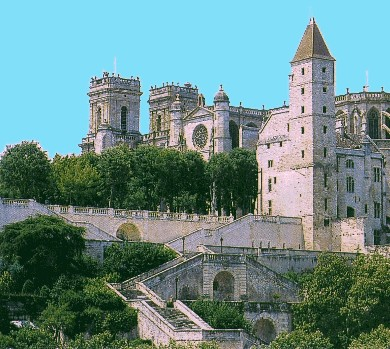
Auch und seine Kathedrale
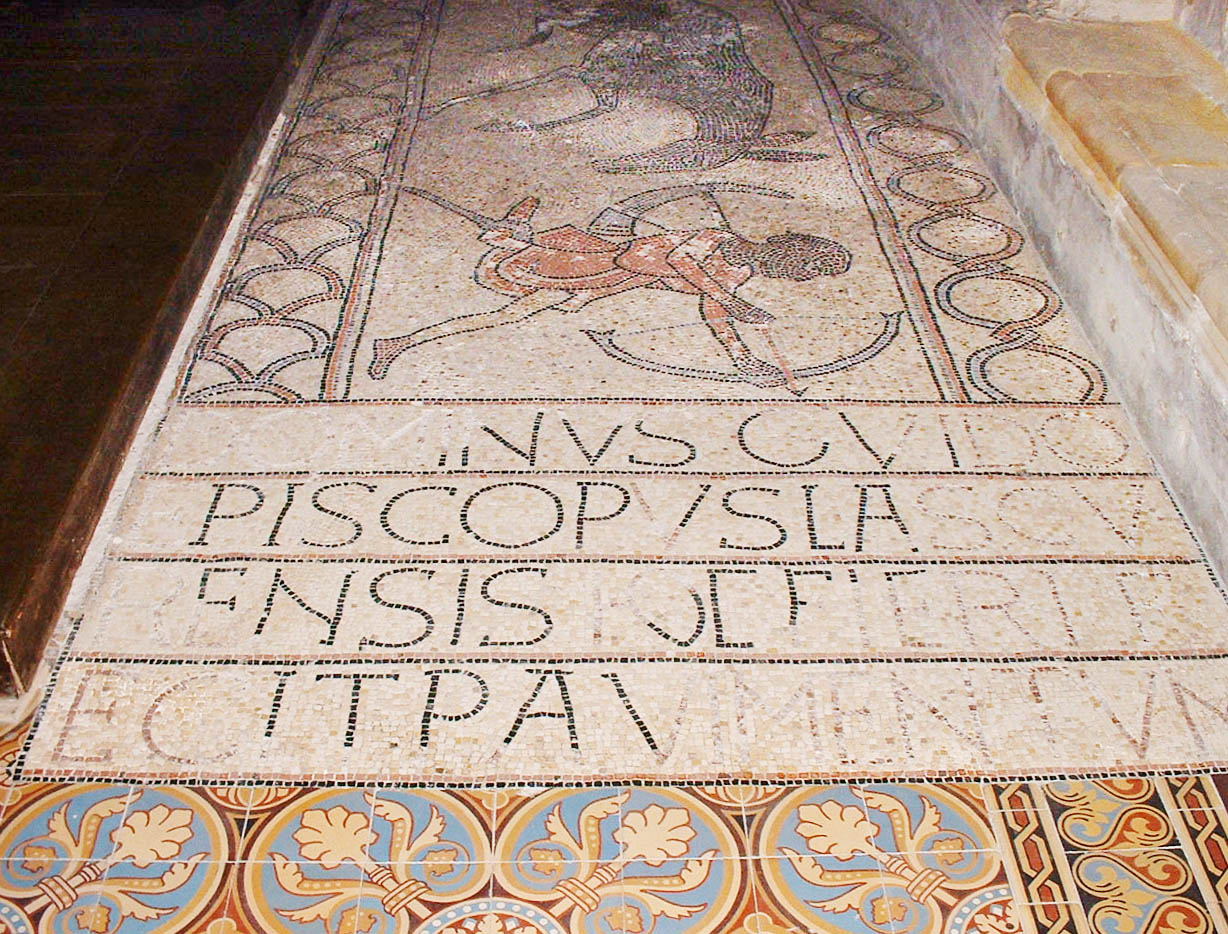
Lescar, Mosaiken in der Kathedrale
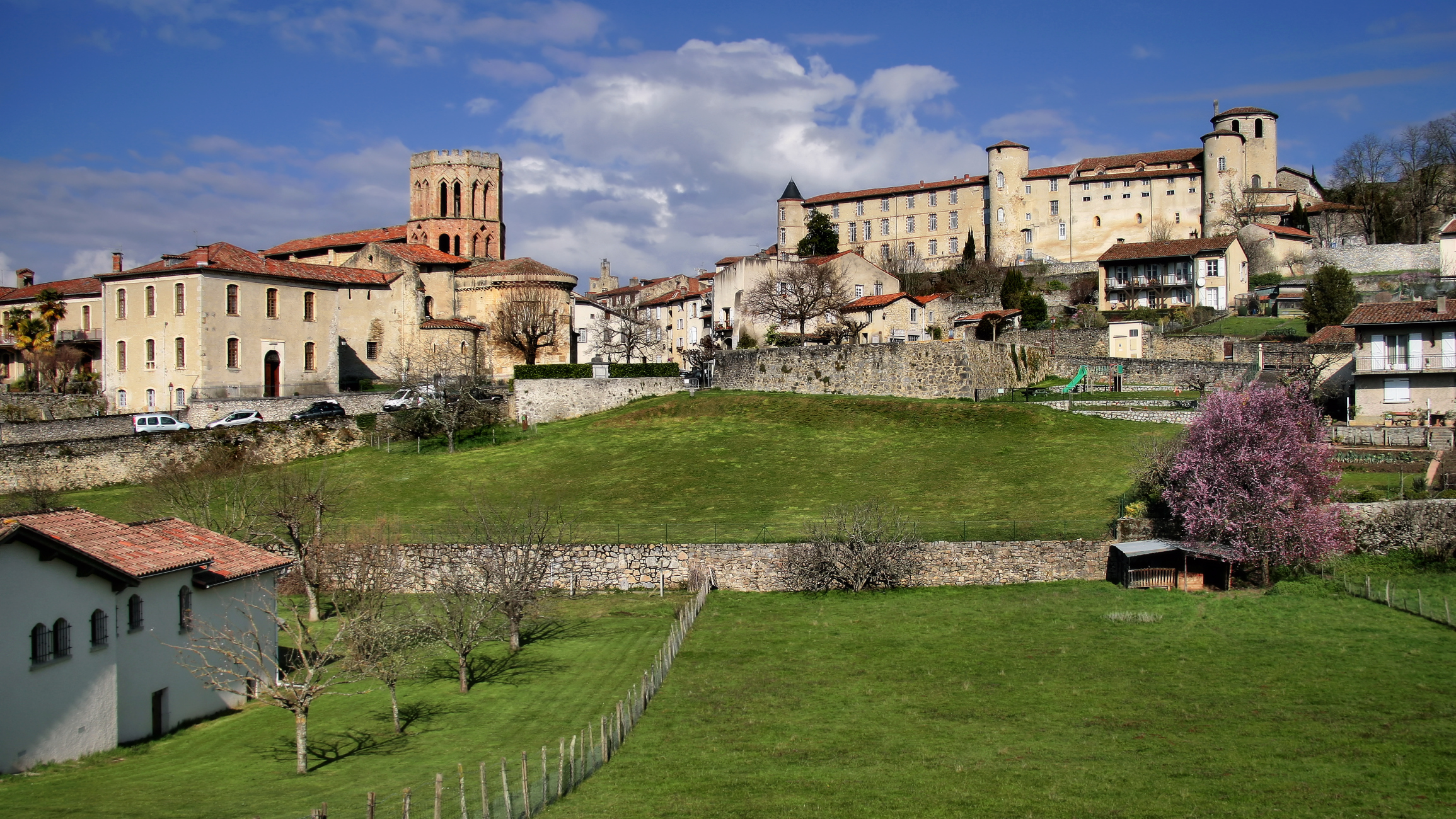
Saint-Lizier
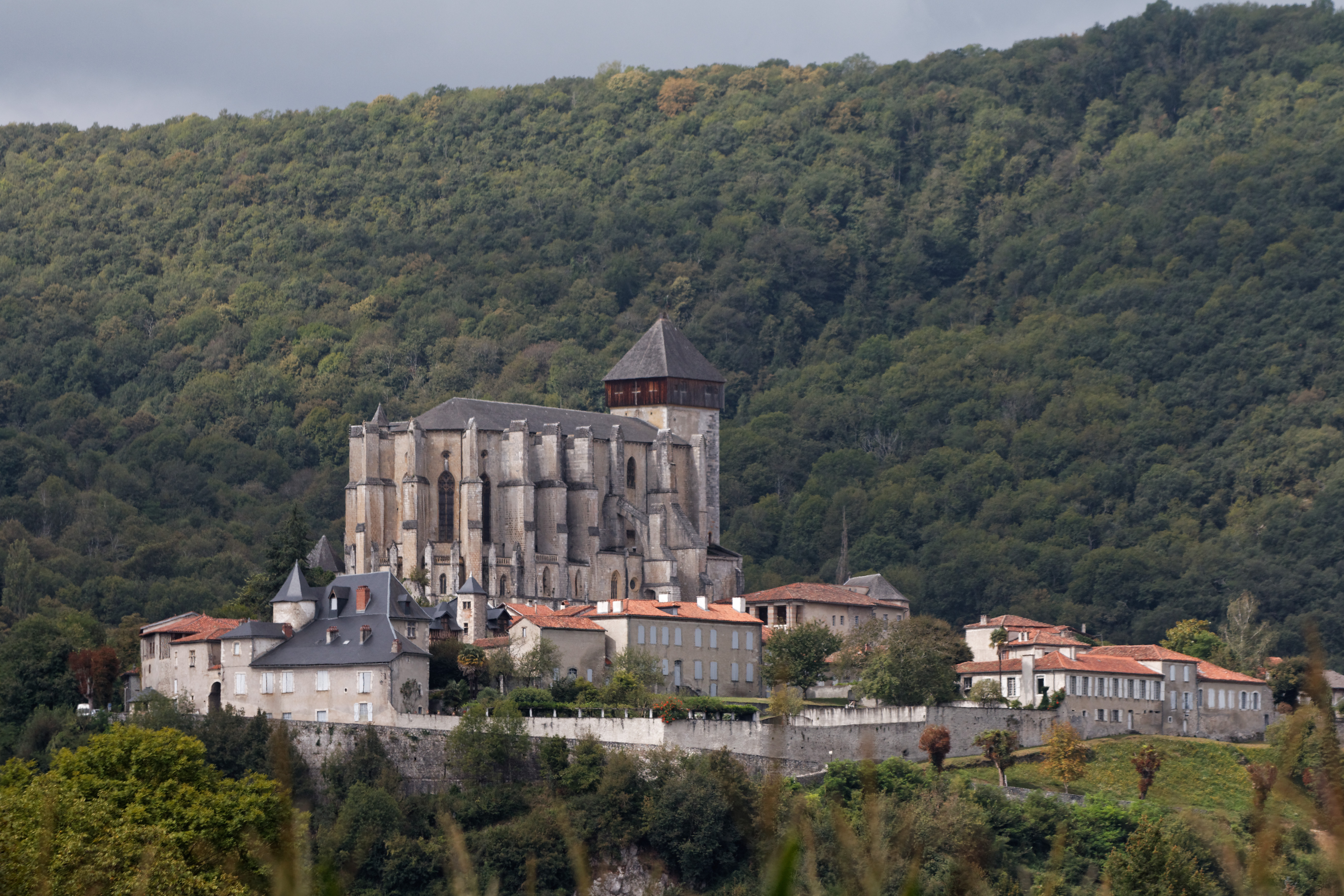
Saint-Bertrand-de-Comminges